# Conseil des gouverneurs de la Réserve fédérale des États-Unis

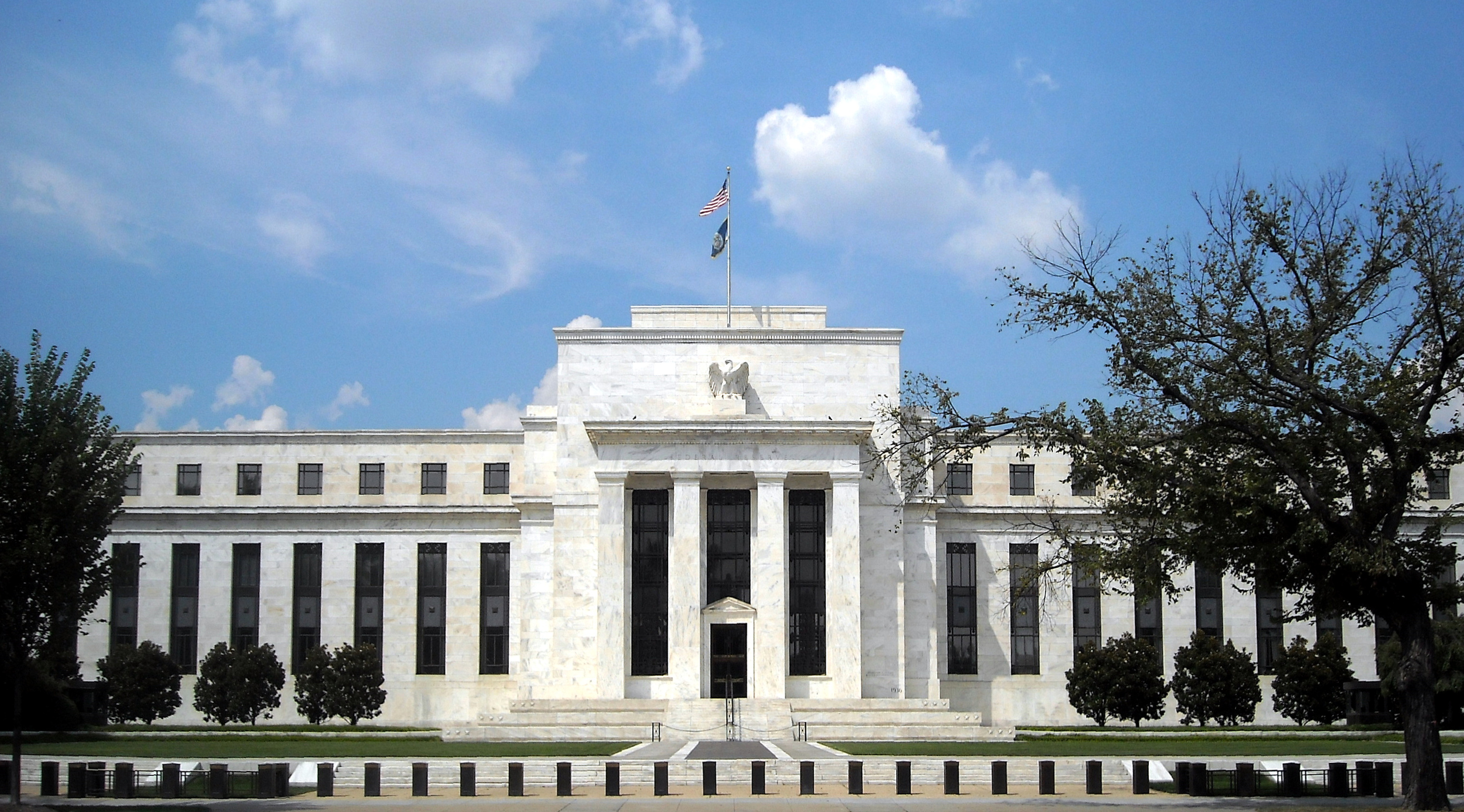
L’Eccles Building de Washington DC est le siège du Conseil des gouverneurs de la Réserve fédérale des États-Unis (architecte Paul Philippe Cret, 1935-1937).

Le Conseil des gouverneurs de la Réserve fédérale des États-Unis est le conseil d'administration de la banque centrale américaine. Il a pour mission de superviser les douze banques de la Réserve fédérale et d'aider à appliquer la politique monétaire des États-Unis. 

## Composition
Il est formé de sept membres nommés par le président des États-Unis et confirmés par le Sénat, pour des mandats échelonnés de 14 ans,. Le conseil est actuellement présidé par Jerome Powell.

### Membres actuels

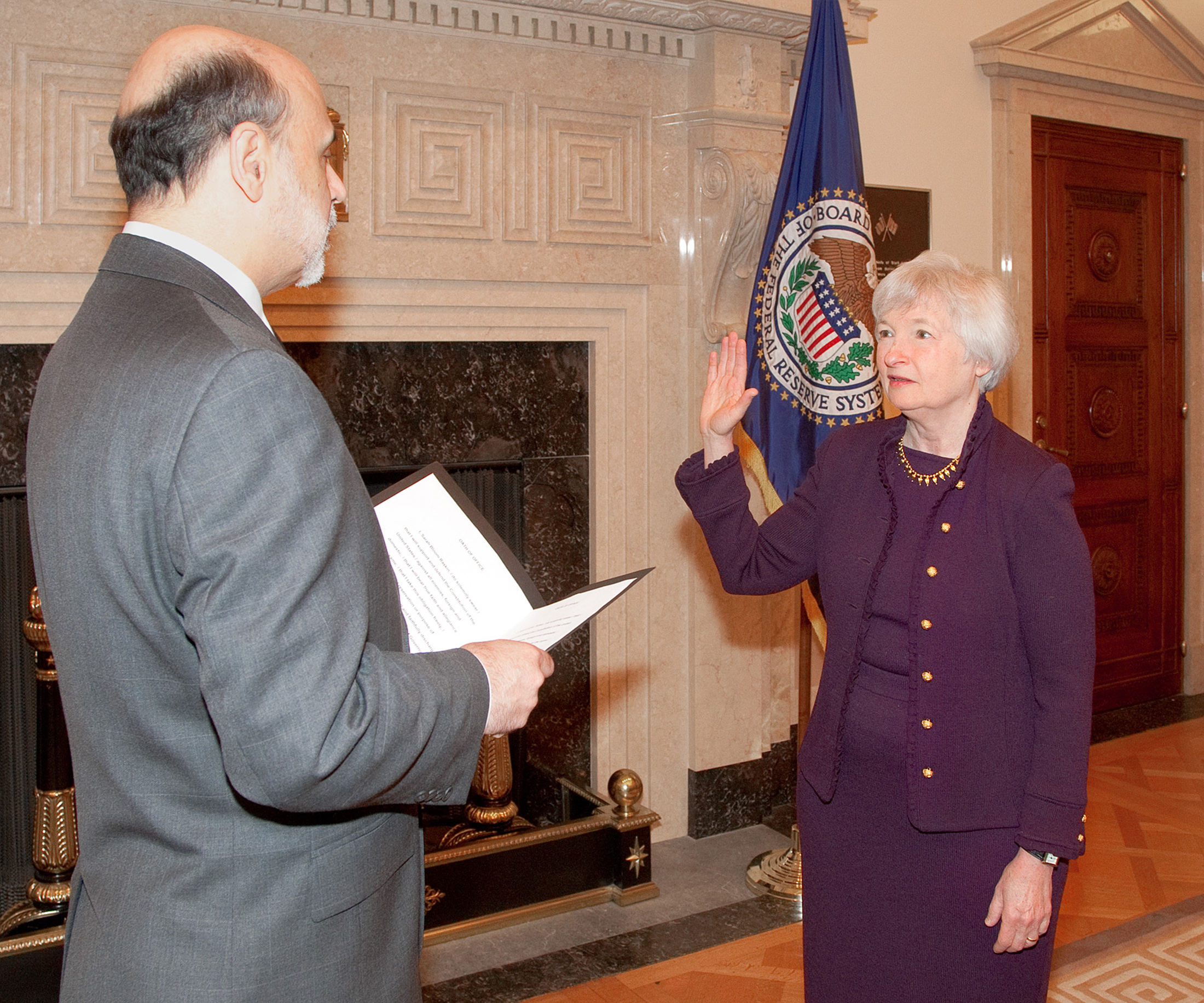
Janet Yellen prête serment devant Ben Bernanke le 4 octobre 2010.

| Portrait                                                       | Membre                                            | Parti       | Début de mandat                                                     | Fin de mandat                                 |
| -------------------------------------------------------------- | ------------------------------------------------- | ----------- | ------------------------------------------------------------------- | --------------------------------------------- |
|                                                                | Jerome Powell (président)                         | Républicain | 5 février 2018 (en tant que président) 23 mai 2022 (nouveau mandat) | 15 mai 2026 (en tant que président)           |
| 25 mai 2012 (en tant que membre) 16 juin 2014 (nouveau mandat) | Jerome Powell (président)                         | Républicain | 31 janvier 2028 (en tant que membre)                                |                                               |
|                                                                | Philip Jefferson                                  | Démocrate   | 13 septembre 2023 (en tant que vice-président)                      | 7 septembre 2027 (en tant que vice-président) |
| 23 mai 2022 (en tant que membre)                               | Philip Jefferson                                  | Démocrate   | 31 janvier 2036 (en tant que membre)                                |                                               |
|                                                                | Michael Barr (vice-président pour la supervision) | Démocrate   | 19 juillet 2022 (en tant que vice-président)                        | 13 juillet 2026 (en tant que vice-président)  |
| 19 juillet 2022 (en tant que membre)                           | Michael Barr (vice-président pour la supervision) | Démocrate   | 31 janvier 2032 (en tant que membre)                                |                                               |
|                                                                | Michelle Bowman                                   | Républicain | 26 novembre 2018 1er février 2020 (nouveau mandat)                  | 31 janvier 2034                               |
|                                                                | Christopher Waller                                | Républicain | 18 décembre 2020                                                    | 31 janvier 2030                               |
|                                                                | Lisa D. Cook                                      | Démocrate   | 23 mai 2022 1er février 2024 (nouveau mandat)                       | 31 janvier 2038                               |
|                                                                | vacant                                            |             | 8 août 2025                                                         | 31 janvier 2026                               |

## Liste des présidents
- Charles Sumner Hamlin (1914-1916)
- William P. G. Harding (1916-1922)
- Daniel Richard Crissinger (1923-1927)
- Roy A. Young (1927-1930)
- Eugene Meyer (1930-1933)
- Eugene Robert Black (1933-1934)
- Marriner Stoddard Eccles (1934-1948)
- Thomas B. McCabe (1948-1951)
- William McChesney Martin (1951-1970)
- Arthur F. Burns (1970-1978)
- G. William Miller (1978-1979)
- Paul Volcker (1979-1987)
- Alan Greenspan (1987-2006)
- Ben Bernanke (2006-2014)
- Janet Yellen (2014-2018)
- Jerome Powell (depuis 2018)